# احمد رمضان (بازیکن فوتبال)
احمد رمضان (عربی: أحمد رمضان؛ زادهٔ ۲۳ مارس ۱۹۹۷) بازیکن فوتبال اهل مصر است که در حال حاضر برای باشگاه فوتبال سرامیکا کلئوپاترا بازی می‌کند. 
از باشگاه‌هایی که در آن بازی کرده است می‌توان به باشگاه فوتبال الاهلی اشاره کرد.
وی همچنین در تیم‌های ملی فوتبال زیر ۲۰ سال مصر و زیر ۲۳ سال مصر بازی کرده است.